# Дэйлинг, Джон, 1-й баронет
Сэр Джон Дэйлинг, 1-й баронет (ок.1731 - 16 января 1798) - британский офицер, генерал, участник Войны за независимость США и Семилетней войны, колониальный чиновник, губернатор Ямайки в 1777-1782 годах.

## Военная карьера
Дэйлинг был сыном Джона Дэйлинга из Суффолка и его жены Энн, дочери полковника Уильяма Уиндхэма (1673-1730), депутата из Норфолка.
Дэйлинг служил в британской армии под командой Джеймса Вольфа и участвовал в битве при Квебеке (1759). С 1777 по 1782 год он занимал должность губернатора Ямайки, а в 1784-1786 годах был главнокомандующим сил в Мадрасе - Мадрасской армии. В 1776 году Дэйлинг получил чин полковника 60-го Пехотного полка, а в 1782 году был произведен в генерал-лейтенанты. Наконец, в 1796 году он был повышен до генерала и пожалован баронетством Бёрвуд в графстве Суррей.

## Семья

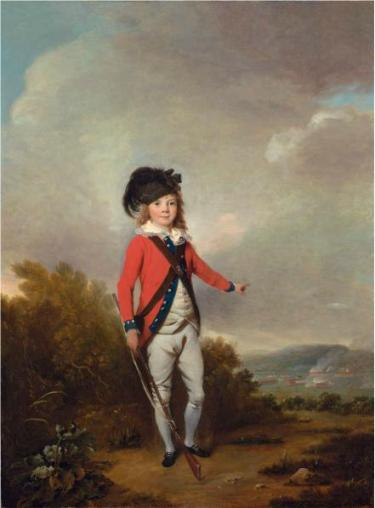
Сын Джона Дэйлинга, лейтенант Джон Уиндхэм-Дэйлинг

Дэйлинг был женат первым браком на Элизабет (1747-6.7.1768), дочери Филиппа Пиннока, землевладельца с Ямайки. В 1763 году Элизабет родила мужу дочь Элизабет Уиндхэм-Дэйлинг, но в 1768 году 5-летняя девочка умерла, а через девять недель умерла и её мать. В 1770 году Дэйлинг женился во второй раз на Луизе Лоуфорд (ум. 1824), дочери помещика из графства Суррей. Их старший оставшийся в живых сын, сэр Уильям Уиндхэм-Дэйлинг, 2-й баронет, умер в 1864 году в возрасте 89 лет, будучи верховным судьей Норфолка. 

## Визагский гардероб Дэйлинга

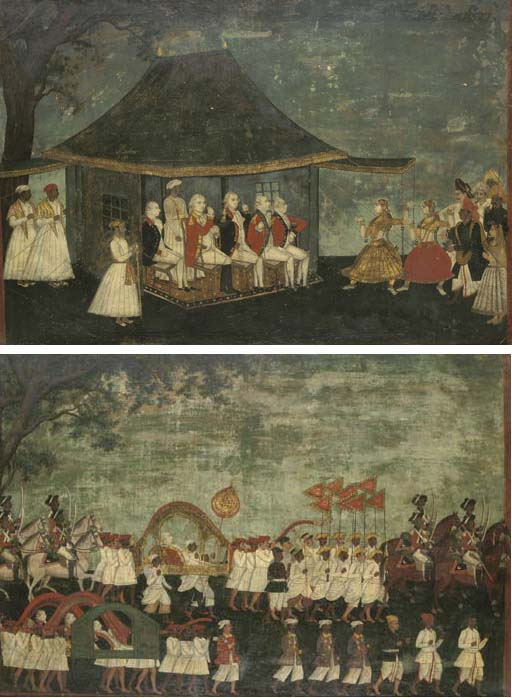
Сэр Джон Дэйлинг и другие британские офицеры во время праздника в Мадрасе.

"Гардероб Дэйлинга" - это пара шкафов, привезенных Дэйлингом из индийского Визага (Вишакхапатнама), сделанных из слоновой кости около 1786 года и украшенных позолотой. Дэйлинг заказал их во время пребывания в Мадрасе и увез с собой в Лондон. Каждый шкаф украшен панно с изображением построек, деревьев и цветов, имеет треугольный фронтон и три выдвижных ящика. В 2005 году оба шкафа были проданы на аукционе Christie`s за 78000 фунтов стерлингов.